# Trapos viejos
Trapos viejos es una canción que ocupa la cara B del sencillo Frente a Palacio del grupo Los Pekenikes. Tema de carácter saltarín y divertido, tiene un aire de música country, rectificado por el uso de un piano con estilo cómico y sobre todo por una sección contundente de viento compuesto de trompeta y trombón.

## Miembros
- Alfonso Sainz - Guitarra sajona.
- Lucas Sainz - Guitarra eléctrica.
- Ignacio Martín Sequeiros - Bajo eléctrico.
- Jorge Matey Batería.
- Tony Luz - Guitarra eléctrica.
- Trompeta (con y sin sordina): no acreditado.
- Trombón: no acreditado.
- Piano: no acreditado.